# Dolans Bay
Die Dolans Bay ist eine kleine Bucht an der Burraneer Bay in der Nähe des unteren Mündungsgebiets des Hacking River von Port Hacking im südlichen Sydney, im Bundesstaat New South Wales, Australien.

## Lage und Merkmale
Mit einem Einzugsgebiet, das nur wenige der südlichsten Vororte des Sutherland Shire entwässert, liegt die Dolans Bay als kleine Bucht an der Burraneer Bay, nahe dem Treffpunkt des Hacking River und des Port Hacking Mündungssystems, wo sie auf die Gunnamatta Bay trifft und in die Bate Bay mündet. Das Einzugsgebiet der Bucht wird im Süden durch Port Hacking, im Osten und Norden durch das Untereinzugsgebiet der Burraneer Bay sowie im Südwesten durch das Untereinzugsgebiet der Little Turnell Bay und im Westen durch die Einzugsgebiete der Gannons Bay und Great Turnell Bay begrenzt. Die Bucht wird von den Vororten Caringbah South im Norden, Dolans Bay und Port Hacking im Südwesten sowie Lilli Pilli im Westen am Übergang der Bucht zum Mündungssystem umgeben.
Häuser überblicken die Bucht, und einige reihen sich direkt am Wasser, zusammen mit Bootshäusern. Boote liegen in der Bucht vor Anker, die Schutz vor südlichen Winden bietet. Burraneer Bay verfügt über eine private Marina und eine Slipanlage mit vollständigen Reparatureinrichtungen. Zu den bekannten Persönlichkeiten, die in der Umgebung von Dolans Bay gelebt haben, gehören die Cricketspieler Ricky Ponting und Glenn McGrath.
Die Dolans Bay wurde nach einem Grundbesitzer in der Gegend namens Dominick Dolan benannt. Im Jahr 1858 zahlten Mary und Andrew Webster 108 Pfund und 15 Schillinge sowie eine jährliche Quitmiete in Form von Pfefferkörnern für ihr Land in dieser Gegend. Die Websters verkauften ihr Land 1863 an Dominick Dolan.